# Kizir
Kizir (ros. Кизир) – rzeka w azjatyckiej części Rosji, w Kraju Krasnojarskim, prawy dopływ Kazyru. Długość rzeki wynosi 300 km, dorzecze zaś zajmuje powierzchnię 9170 km².
Rzeka wypływa z Gór Kryżyna w Sajanie Wschodnim. W górnym biegu płynie przez wąską dolinę i posiada liczne progi. W dolnym biegu rozdziela się na odnogi. Zamarza w listopadzie i taje pod koniec kwietnia. W środkowym i dolnym biegu wykorzystywana jest do spławiania.